# Oneirodidae
Famille
Les Oneirodidae forment une famille de poissons abyssaux de l'ordre des Lophiiformes.

## Liste des genres et espèces
Selon ITIS (14 août 2010) :
- genre Bertella Pietsch, 1973
- genre Chaenophryne Regan, 1925
- genre Chirophryne Regan & Trewavas, 1932
- genre Ctenochirichthys Regan & Trewavas, 1932
- genre Danaphryne Bertelsen, 1951
- genre Dermatias Smith & Radcliffe in Radcliffe, 1912
- genre Dolopichthys Garman, 1899
- genre Leptacanthichthys Regan & Trewavas, 1932
- genre Lophodolos Lloyd, 1909
- genre Microlophichthys Burton, 1932
- genre Oneirodes Lütken, 1871
- genre Pentherichthys Regan & Trewavas, 1932
- genre Phyllorhinichthys Pietsch, 1969
- genre Puck Pietsch, 1978
- genre Spiniphryne Bertelsen, 1951
- genre Tyrannophryne Regan & Trewavas, 1932